# Bactéria púrpura sulfurosa
As bactérias púrpuras sulfurosas são um grupo de proteobactérias capaz de realizar a fotossíntese. São anaeróbias e frequentemente encontradas em fontes de água quente ou em águas estagnadas. Estas bactérias são tiobactérias - ao contrários das plantas e das cianobactérias, não utilizam água na fotossíntese mas sim o ácido sulfídrico, produzindo enxofre em vez de oxigénio.